# Maria Matey-Tyrowicz
 Maria Matey-Tyrowicz (ur. 7 grudnia 1931 w Warszawie, zm. 23 listopada 2016) – polska profesor nauk prawnych, specjalistka prawa pracy.
W 1956 ukończyła studia prawnicze na Uniwersytecie Warszawskim. W 1961 podjęła studia doktoranckie w Instytucie Nauk Prawnych PAN, tam w 1965 obroniła pracę doktorską Pracownicy umoysłowi. Zagadnienia społeczne i prawne, napisaną pod kierunkiem Wacława Szuberta. W 1975 uzyskała stopień doktora habilitowanego na podstawie pracy Związkowa kontrola rozwiązywania umów o pracę w prawie pracy, od tegoż roku kierowała w INP PAN Zespołem Prawa Pracy, następnie Zespołem Prawa Prywatnego. 31 maja 1990 uzyskała tytuł profesora nauk prawnych. Kierowała także katedrami prawa pracy w Europejskiej Wyższej Szkole Prawa i Administracji w Warszawie (od 1998) oraz w warszawskiej Szkole Wyższej Psychologii Społecznej (od 2010). Publikowała na temat polskiego i europejskiego prawa pracy oraz stosunków przemysłowych. Była współautorem pierwszego na polskim rynku wydawniczym podręcznika europejskiego prawa pracy - (Europejskie prawo pracy w polskiej perspektywie, Warszawa 1993 - z Rogerem Blanpainem).
Zmarła 23 listopada 2016. Została pochowana 1 grudnia 2016 na Starych Powązkach.
W 2003 została odznaczona Krzyżem Oficerskim Orderu Odrodzenia Polski.